# CD Fortuna
A CD Fortuna, teljes nevén Club Deportivo Fortuna spanyol labdarúgóklubot 1968-ban alapították, 2010-11-ben a madridi első osztályban (Preferente, ötödosztály) szerepelt.

## A legutóbbi szezonok
| Szezon  | Osztály    | Poz. | Copa del Rey |
| ------- | ---------- | ---- | ------------ |
| 1986/87 | Preferente | 13.  |              |
| 1990/91 | Preferente | 18.  |              |
| 1994/95 | Preferente | 5.   |              |
| 1996/97 | 3ª         | 19.  |              |
| 1997/98 | Preferente | 3.   |              |
| 1998/99 | Preferente | 3.   |              |
| 1999/00 | Preferente | 2.   |              |
| 2000/01 | Preferente | 3.   |              |
| 2001/02 | Preferente | 1.   |              |
| 2002/03 | 3ª         | 17.  |              |

| Szezon  | Osztály    | Poz. | Copa del Rey |
| ------- | ---------- | ---- | ------------ |
| 2003/04 | Preferente | 10.  |              |
| 2004/05 | Preferente | 6.   |              |
| 2005/06 | Preferente | 9.   |              |
| 2006/07 | Preferente | 3.   |              |
| 2007/08 | Preferente | 9.   |              |
| 2008/09 | Preferente | 14.  |              |
| 2009/10 | Preferente | 5.   |              |
| 2010/11 | Preferente |      |              |

## Külső hivatkozások
- Hivatalos weboldal (spanyolul)
- Futbolme.com (spanyolul)
- www.futmadrid.com